# Bahnhof Albsheim (Eis)
Der Bahnhof Albsheim (Eis) ist der derzeit einzige Haltepunkt des rheinland-pfälzischen Ortes Albsheim an der Eis und der einzige Personenhalt der Ortsgemeinde Obrigheim (Pfalz). Er verfügt über ein Bahnsteiggleis. Der Bahnhof liegt im Verbundgebiet des Verkehrsverbundes Rhein-Neckar (VRN) und gehört zur Tarifzone 52. Seine Anschrift lautet Bahnhofstraße 30.
Er wurde am 20. Juli 1873 mit Vollendung der Pfälzischen Nordbahn Neustadt–Monsheim eröffnet. Inzwischen ist er nur noch ein Haltepunkt. Sein Empfangsgebäude steht zudem unter Denkmalschutz.

## Lage
Der Halt befindet sich am westlichen Ortsrand von Albsheim. Wenige hundert Meter weiter südlich trennt sich die im Personenverkehr nicht mehr bediente und teilweise inzwischen abgebaute Bahnstrecke Worms–Grünstadt, an der ebenfalls ein Haltepunkt vor Ort existierte.

## Geschichte
Die 1865 eröffnete Strecke von Neustadt nach Dürkheim sollte ursprünglich bis Frankenthal durchgebunden werden. Später wurden die Planungen so abgeändert, dass sie über Grünstadt und Albsheim bis nach Monsheim verlängert werden sollte. Bedingt durch das hügelige Terrain gestaltete sich der Streckenbau sehr aufwändig. Am 20. März 1873 wurde der Bahnhof als einer von drei Zwischenhalten des nördlichen Abschnitts Monsheim–Grünstadt eröffnet; der Lückenschluss zwischen Dürkheim und Grünstadt fand am 20. Juli statt. Bis 1910 trug der Bahnhof die Bezeichnung „Albsheim a. d. Eis“, dann „Albsheim a Eis“.
Anfang des 20. Jahrhunderts erhielt der Bahnhof, wie alle in der Pfalz, Bahnsteigsperren. Während dieser Zeit wurde der Bahnhof von der Betriebs- und Bauinspektion Neustadt verwaltet und gehörte zum Zuständigkeitsbereich der Bahnmeisterei Grünstadt. 1922 erfolgte die Eingliederung des Bahnhofs in die neu gegründete Reichsbahndirektion Ludwigshafen. Ein Jahr später wurden die am Bahnhof beschäftigten Eisenbahner im Zuge des von Frankreich durchgeführten, bis 1924 dauernden Regiebetriebs ausgewiesen. Danach kehrten sie zurück. Im Zuge der Auflösung der Ludwigshafener Direktion wechselte er zum 1. April 1937 in den Zuständigkeitsbereich der Direktion Mainz; zu dieser Zeit unterstand er dem Betriebsamt (RBA) Neustadt.
Das Détachement d’Occupation des Chemins de fer Français gliederte den Bahnhof in die Eisenbahndirektion Mainz ein, der sämtliche Bahnstrecken innerhalb des in der Folge neu geschaffenen Bundeslandes Rheinland-Pfalz zugeordnet wurden. Zum 23. Juli 1963 wurde der Bahnhof in einen Haltepunkt umgewandelt. Im Zuge der Auflösung der Bundesbahndirektion Mainz zum  1. Juni 1971 wurde die Bundesbahndirektion Karlsruhe für den Haltepunkt zuständig. Zur selben Zeit wurden die Bahnsteigsperren aufgehoben. Der Personenverkehr zwischen Grünstadt und Monsheim endete am 2. Juni 1984. Am 28. Mai 1995 wurde er jedoch reaktiviert. Seither ist der Bahnhof Bestandteil des Verkehrsverbundes Rhein-Neckar (VRN). Von April bis Mai 2004 wurde der Haltepunkt modernisiert und dabei unter anderem der nun nördlich des Bahnübergangs liegende Bahnsteig angehoben.

## Empfangsgebäude
Beim denkmalgeschützten Empfangsgebäude handelt es sich um einen spätklassizistischen Typenbau aus den Jahren 1872 und 1873 mit angeschobenem Güterschuppen. Für diesen gibt es keine Bedeutung mehr.

## Verkehr

### Personenverkehr
Nach der durchgehenden Eröffnung der Bahnstrecke im Jahr 1873 fuhren die Personenzüge in mehreren Jahrzehnten oft über Monsheim hinaus bis Marnheim an der Bahnstrecke Langmeil–Monsheim. Nach dem Zweiten Weltkrieg verlor der Bahnhof wie der gesamte Streckenabschnitt bedingt durch eine Verlagerung der Verkehrsströme in Richtung Ludwigshafen/Frankenthal an Bedeutung. Seit der Reaktivierung im Jahr 1995 wird der Bahnhof stündlich von Regionalbahnen der Relation Monsheim–Grünstadt bedient. Der im Sommerhalbjahr unter anderem auch über die Nordbahn verkehrende Ausflugszug „Elsass-Express“ legt lediglich in den beiden benachbarten Bahnhöfen Grünstadt und Bockenheim-Kindenheim einen Halt ein. Durchgehende Züge bis nach Neustadt existieren somit nicht mehr.

### Güterverkehr
Anfang des 20. Jahrhunderts wurden Güterzüge der Relation Neustadt–Monsheim eingesetzt. Ab den 1980er Jahren bedienten Übergabezüge den Bahnhof, der zu dieser Zeit keinen eigenständigen Gütertarifpunkt mehr bildete. Seine Bedienung fand vom Bahnhof Grünstadt aus statt, als dessen Satellit er fungierte. Inzwischen ist der Güterverkehr jedoch zum Erliegen gekommen, im Anschluss wurde der Bahnhof zum Haltepunkt zurückgebaut.